# César Parra
 (février 2024).
Pour les articles homonymes, voir Parra (homonymie).
César Parra (nom complet César Alberto Parra Bautista, né le 1er mai 1963) est un cavalier professionnel de dressage d'origine colombienne, qui concours pour les États-Unis depuis 2008. Champion panaméricain par équipes de sa discipline en 2011, il est aussi impliqué dans plusieurs affaires de maltraitances de chevaux.

## Biographie
César Parra naît le 1er mai 1963. Il a d'abord représenté la Colombie, son pays natal, lors des Jeux olympiques d'été de 2004 à Athènes en terminant 46e en invividuel ; ayant obtenu la nationalité américaine en 2008, il concours depuis pour les États-Unis. Il décroche une médaille d'or par équipes aux jeux panaméricains de 2011, dans la discipline du dressage. Il termine 16e en individuel à la Coupe du monde de dressage 2013-2014.
Il dirige des centres de formation et d'entraînement équestre dans les États du New Jersey et de la Floride.

## Affaires judiciaires

### Maltraitance animale
César Parra a été poursuivi en 2012 par la cour du New Jersey pour cruauté envers les animaux, puis acquitté en 2015,.
Le 1er février 2024, des vidéos de maltraitances qu'il inflige à ses chevaux circulent sur les réseaux sociaux, tels que de violents coups de chambrière et de cravache, des bouches en sang et des flancs blessés par l’usage excessif des éperons,,. L'une des vidéos montre notamment César Parra en train de frapper un cheval avec une cravache au niveau de la tête,. La Fédération américaine d'équitation qualifie ces images d'« effroyables et abjectes ». Parra est suspendu le 3 février par la Fédération équestre internationale, le temps d'analyser les images.
Le 6 août 2025, la Fédération équestre internationale a condamné le cavalier à 15 ans de suspension  pour « des actes portant atteinte aux principes de respect du bien-être des chevaux ». Cette sanction interdit donc à César Parra de participer à toute compétition ou événement relevant de la compétence de la FEI ou de toute fédération nationale. À ceci s'ajoute l'interdiction d’entraîner d'autres cavaliers et/ou des chevaux enregistrés auprès de la Fédération équestre internationale. La suspension provisoire déjà purgée est déduite de cette nouvelle sanction, qui prendra donc fin le 1er février 2039.

### Trafic d'êtres humains
Selon le site internet Dressage News, le FBI lance une enquête sur Cesar Parra sur des allégations de trafic d’êtres humains, le cavalier étant soupçonné d’avoir imposé des contrôles à ses employés étrangers munis de visa de travail, en violation des lois des États-Unis et de celles de l’état de Floride.